# 10 менше 10

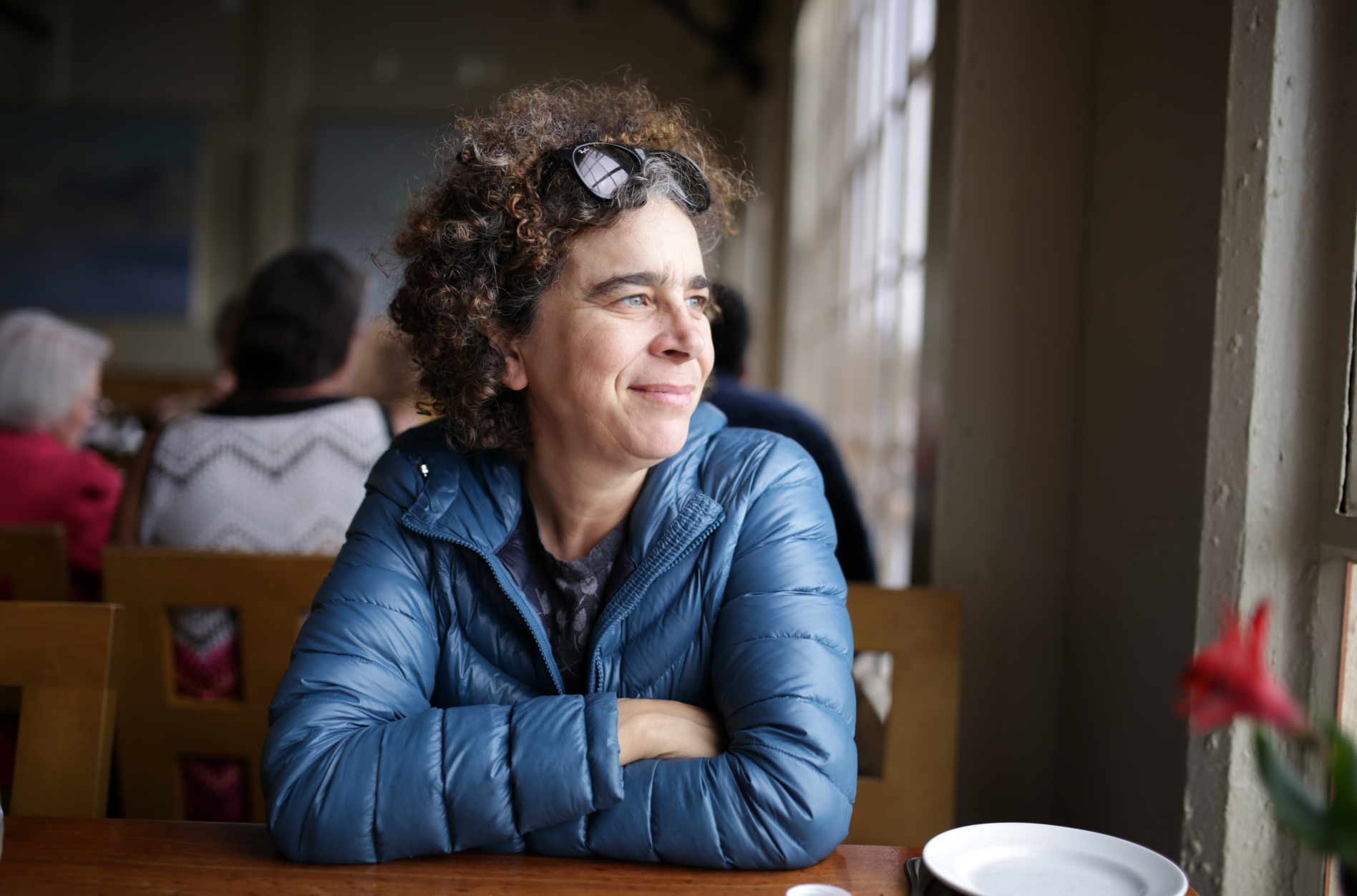
Елен Спіро, засновниця кінофестивалю «10 менше 10»

«10 менше 10» (англ. The 10 Under 10 Film Festival) — кінофестиваль, заснований в Остіні Елен Спіро, незалежним кінодокументалістом і доцентом Техаського Університету.
Назва фестивалю висловлює неформальне бажання показати 10 фільмів, кожен з яких триває менше 10 хвилин, вартістю менше 10 $.
Наміром кінофестивалю є стимулювання творчості серед нових режисерів, не спираючись на величезні бюджети.
З 2002 року кінофестиваль продемонстрував короткі, високоякісні та малобюджетні документальні фільми, засновані на тому, що великі ідеї можуть втілитися в життя без бюджету і за короткий час.